# 가미키타군

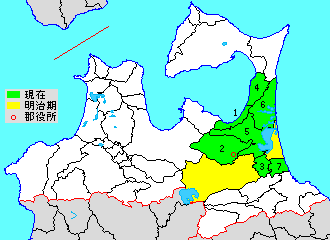
아오모리현 가미키타군의 위치 (1.노헤지정 2.시치노헤정 3.로쿠노헤정 4.요코하마정 5.도호쿠정 6.롯카쇼촌 7.오이라세정)

가미키타군(일본어: 上北郡)은 일본 아오모리현의 군이다.
인구 87,660명, 면적 1,280.32km², 인구밀도 68.5명/km².(2025년 3월 1일, 추계인구)
이하 6정 1촌으로 구성된다.
- 노헤지정(野辺地町)
- 시치노헤정(七戸町)
- 로쿠노헤정(六戸町)
- 요코하마정(横浜町)
- 도호쿠정(東北町)
- 롯카쇼촌(六ヶ所村)
- 오이라세정(おいらせ町)

## 군역
1878년 행정 구역으로 발족 당시의 군역은, 위의 6정 1촌에 미사와시·도와다시를 더한 구역에 해당한다.

## 역사
- 1878년 10월 30일 - 군구정촌 편제법이 아오모리현에서 수행되면서, 기타군 중 시치노헤촌 외 50촌의 구역으로 행정 구역으로서의 시모키타군이 발족.

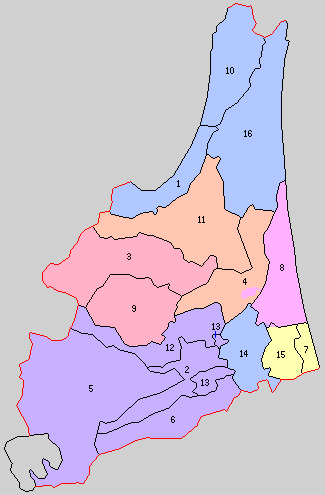
1.노헤지촌 2.산본기촌 3.덴마바야시촌 4.우라노다테촌 5.호오쿠사와촌 6.시와촌 7.모모이시촌 8.미사와촌 9.시치노헤촌 10.요코하마촌 11.갓치촌 12.오후카나이촌 13.후지사카촌 14.로쿠노헤촌 15.시모다촌 16.롯카쇼촌 (보라:도와다시 분홍:미사와시 빨강:시치노헤정 등색:도호쿠정 노랑:오이라세정 파랑:합병 없음)

- 1889년 4월 1일 - 정촌제 시행으로 아래의 정촌이 발족.(16촌)
  - 노헤지촌(野辺地村): 현 노헤지정
  - 산본기촌(三本木村): 현 도와다시
  - 덴마바야시촌(天間林村): 현 시치노헤정
  - 우라노다테촌(浦野舘村): 현 도호쿠정, 미사와시
  - 호오쿠사와촌(法奥沢村): 현 도와다시
  - 시와촌(四和村): 현 도와다시
  - 모모이시촌(百石村): 현 오이라세정
  - 미사와촌(三沢村): 현 미사와시
  - 시치노헤촌(七戸村): 현 시치노헤정
  - 요코하마촌(横浜村): 현 요코하마정
  - 갓치촌(甲地村): 현 도호쿠정
  - 오후카나이촌(大深内村): 현 도와다시
  - 후지사카촌(藤坂村): 현 도와다시
  - 로쿠노헤촌(六戸村): 현 로쿠노헤정, 미사와시
  - 시모다촌(下田村): 현 오이라세정, 미사와시
  - 롯카쇼촌(六ヶ所村)(현존)
- 1897년 9월 27일 - 노헤지촌이 정제 시행으로 노헤지정(野辺地町)이 됨.(1정 15촌)
- 1902년 9월 1일 - 시치노헤촌이 정제 시행으로 시치노헤정(七戸町)이 됨.(2정 14촌)
- 1910년)9월 1일 - 산본기촌이 정제 시행으로 산본기정(三本木町)이 됨.(3정 13촌)
- 1929년 4월 20일 - 모모이시촌이 정제 시행으로 모모이시정(百石町)이 됨.(4정 12촌)
- 1931년 9월 7일 - 호오쿠사와촌이 도와다촌(十和田村)으로 개칭.
- 1948년 2월 11일 - 미사와촌 및 로쿠노헤촌의 일부·시모다촌의 일부·우라노다테촌의 일부가 합병하여, 오미사와정(大三沢町)이 발족.(5정 11촌)
- 1955년
  - 2월 1일 - 산본기정·오후카나이촌·후지사카촌이 합병하여, 산본기시(三本木市, 현 도와다시)가 발족, 군에서 이탈.(4정 9촌)
  - 3월 1일 - 시와촌이 산본기시에 편입.(4정 8촌)
  - 4월 1일 - 도와다촌이 정제 시행으로 도와다정(十和田町)이 됨.(5정 7촌)
- 1957년 10월 1일 - 로쿠노헤촌이 정제 시행으로 로쿠노헤정(六戸町)이 됨.(6정 6촌)
- 1958년
  - 4월 1일 - 요코하마촌이 정제 시행으로 요코하마정(横浜町)이 됨.(7정 5촌)
  - 9월 1일(7정 4촌)
    - 오미사와정이 개칭 후 시제 시행으로 미사와시(三沢市)가 되어, 군에서 이탈.
    - 우라노다테촌이 개칭 후 정제 시행으로 가미키타정(上北町)이 됨.
- 1963년 11월 1일 - 갓치촌이 개칭 후 정제 시행으로 도호쿠정(東北町)이 됨.(8정 3촌)
- 1969년 8월 1일 - 시모다촌이 정제 시행으로 시모다정(下田町)이 됨.(9정 2촌)
- 1975년 4월 1일 - 도와다정이 개칭하여 도와다코정(十和田湖町)이 됨[1].
- 2005년
  - 1월 1일 - 도와다코정이 도와다시와 합병하여, 새로이 도와다시(十和田市)가 발족, 군에서 이탈.(8정 2촌)
  - 3월 31일(7정 1촌)
    - 도호쿠정·가미키타정이 합병하여, 새로이 도호쿠정이 발족.
    - 시치노헤정·덴마바야시촌이 합병하여, 새로이 시치노헤정이 발족.
- 2006년 3월 1일 - 시모다정·모모이시정이 합병하여, 오이라세정(おいらせ町)이 발족.(6정 1촌)

## 참고 문헌
- 《가도카와 일본 지명 대사전》 편집위원회, 편집. (1985년 12월 1일). 《가도카와 일본 지명 대사전》. 2 아오모리현. 가도카와 쇼텐. ISBN 4040010205.

## 같이 보기
- 기타군 (리쿠오국)
- 시모키타군